# Manuel Matamoros Norambuena
Manuel Eduardo Matamoros Norambuena (1934 - 1980) ocupó el cargo de Superintendente de Bancos (1970-1972).

## Familia
Nace en Santiago el 13 de octubre de 1934.  Es hijo de Manuel Jesus Matamoros y Sara Norambuena Soto.
Fallece en  el exilio, Suecia 1980.

## Trayectoria Pública
Ocupó el cargo de Superintendente de Bancos entre 1970 y 1972 en reemplazo de  
Enrique Marshall Silva. 
El nombramiento fue realizado por el gobierno del Presidente Salvador Allende mediante Decreto Supremo N° 2874 de 16 de diciembre de 1970 y 
comunicado mediante la Circular N°962 de la Superintendencia de Bancos de 5 de enero de 1971. 

Ocupó el cargo hasta 1972.